# 宋畈乡
宋畈乡是中华人民共和国浙江省衢州市常山县一个已撤销的乡，2012年12月18日，浙江省人民政府批复同意撤销宋畈乡，将其所辖行政区域划归辉埠镇。